# 马秀红

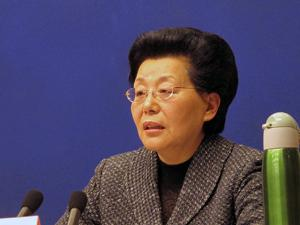

马秀红（1948年9月—），中国河北唐县人；原解放军技术工程学院微波通信专业毕业。1968年11月加入中国共产党。曾任中华人民共和国商务部副部长。现任第十一届全国政协委员、政协外事委员会副主任。

## 从政经历
青年时代的马秀红，曾在山西太谷县插队。1970年被推荐进入原解放军技术工程学院微波通信专业学习。毕业后，在解放军某部任技术员、工程师。
1981年10月，马秀红转入政府系统工作。历任国家进出口管理委员会进出口局、外资管理局干部，经贸部外国投资管理局干部、副处长、处长，副司长、司长。1998年8月升任外经贸部部长助理；2002年1月，晋升副部长。2003年3月又出任新组建的商务部副部长。2010年8月，退休。
马秀红，曾被认为是长期主管中国商贸事务的国务院副总理吴仪所赏识的干将。与吴仪一样，马秀红也是独身。1993年，吴仪出任外经贸部部长，马秀红在外资司处长做了不到3个月，就升任副司长；五年后吴仪出任国务委员时，马秀红已经做到了部长助理的位置。
2008年3月，马秀红当选第十一届全国政协委员，外事委员会副主任。